# Santa María del Río
Santa María del Río là một đô thị thuộc bang San Luis Potosí, México. Năm 2005, dân số của đô thị này là 37290 người.